# Tricky
Tricky, vlastním jménem Adrian Thaws (* 27. ledna 1968, Bristol, Anglie), je britský rapper a herec.
Tricky je velmi důležitým protagonistou trip hopu. Sám začal produkovat trip hop po spolupráci na dvou albech se zakladatelskou skupinou trip hopu Massive Attack, nikdy do ní však nepatřil. V roce 1995 vydal své první sólové album Maxinquaye, které se svým obsahem nedá přirovnat žádnému hudebnímu stylu. Album bylo nominováno na cenu Mercury a NME magazín je zvolil albem roku. Později začal experimentovat i s reggae, rockem a hip hopem. Na albu Vulnerable směřuje více k rocku nez trip hopu. Přispěl také svými vokály k písni „Neon Religion“ z desky Moonshower and Razorblades 2005 české skupiny Sunshine.
Hrál také ve filmu Pátý element, na straně zlého Garyho Oldmana. V dalších filmech ztvárnil sám sebe. V roce 2005 si také zahrál v americkém seriálu Dívky, kde hrál vůdce jednoho gangu.

## Diskografie

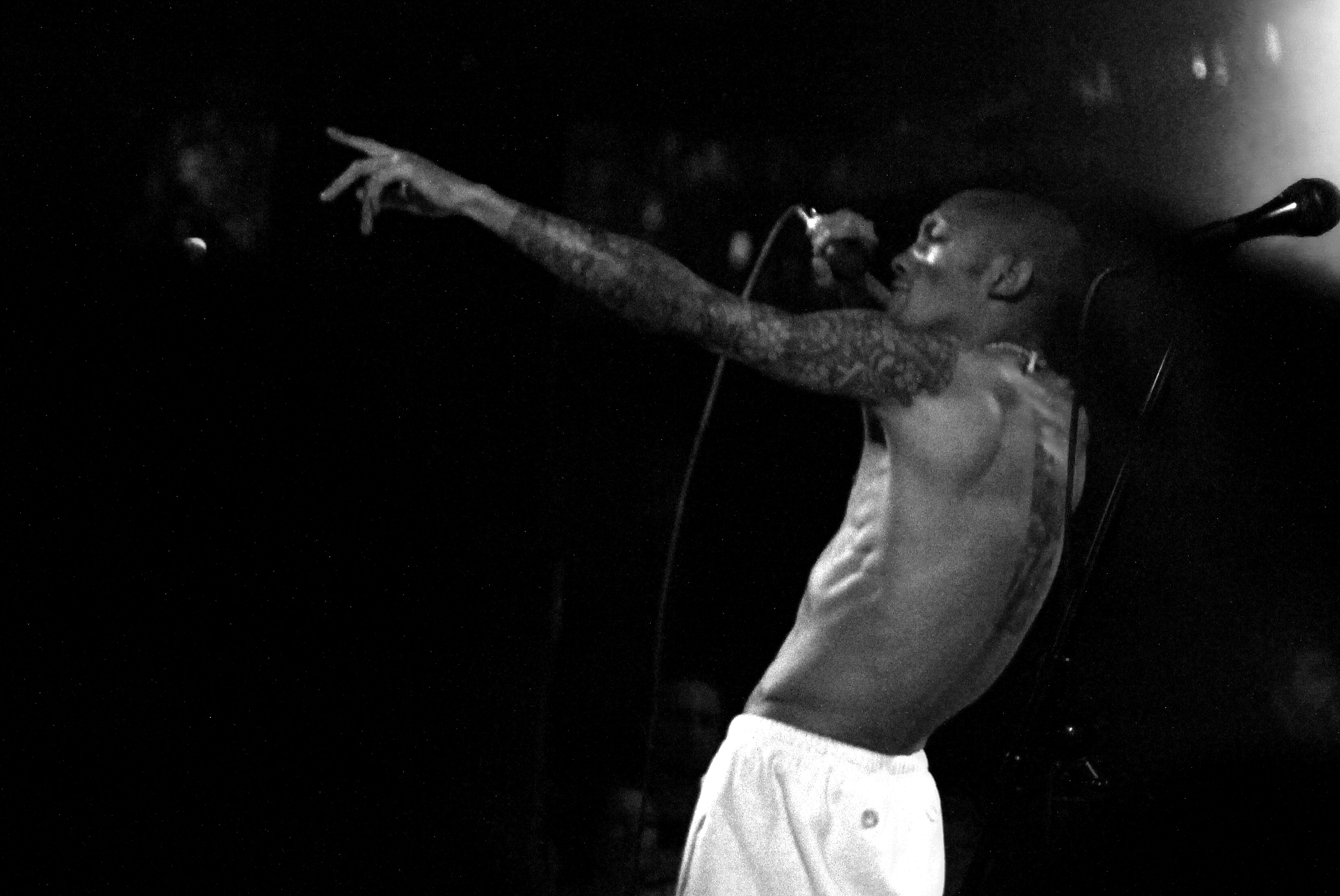
Tricky v Lucerna Music Baru (2010)

### Alba
- 1995 – Maxinquaye
- 1996 – Nearly God
- 1996 – Pre-Millennium Tension
- 1998 – Angels With Dirty Faces
- 1999 – Juxtapose
- 2001 – Blowback
- 2003 – Vulnerable
- 2003 – Back to Mine
- 2008 – Knowle West Boy
- 2010 – Mixed Race
- 2013 – False Idols
- 2014 – Adrian Thaws
- 2016 – Skilled Mechanics
- 2017 – Ununiform[1]
- 2020 – Fall to Pieces[2]

### Kompilace
- 2002 – A Ruff Guide
- 2002 – Queen Of The Damned - Soundtrack
- 2007 – Skins - Soundtrack

### EP
- 1996 – Grassroots
- 2001 – Mission Accomplished